# Punta Escobar
Punta Escobar ist eine Landspitze an der Ostküste von Coronation Island im Archipel der Südlichen Orkneyinseln. Sie liegt am Ufer des Spence Harbour.
Argentinische Wissenschaftler benannten sie. Namensgeber ist Fortunato Escobar (1885–1928), der als Funker auf der Orcadas-Station dort am 27. Oktober 1928 gestorben war.